# Richard O'Monroy

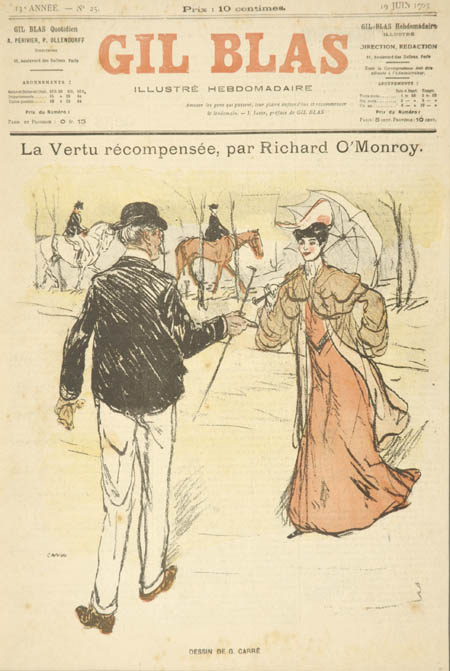
Illustration d'une nouvelle de Richard O'Monroy publiée dans Gil Blas en 1903.

Richard de L’Isle de Falcon de Saint-Geniès, dit Richard O’Monroy, né le 19 juillet 1849 à Paris où il est mort le 26 mai 1916, est un romancier et nouvelliste français. Avec Gyp et Ludovic Halévy, il est l'un des conteurs de la vie parisienne dans le dernier quart du XIXe siècle.
Sorti de l'école de Saint-Cyr en 1870, il est capitaine de cavalerie lorsqu'il est acculé à la démission en 1891, ce qui lui permet de se consacrer pleinement à l'écriture. Il contribue à La Vie parisienne et au Gil Blas des saynètes de la vie d'officier, des croquis parisiens, des romans et des nouvelles réunis par la suite en une cinquantaine de volumes. Il est également l'auteur de quelques vaudevilles et comédies en un acte. Son style d'allure vive et sa gaieté sentimentale ont su plaire pendant un temps à un certain public.

## Vie privée
Il est le fils d’Adolphe-Émile de l’Isle de Falcon, vicomte de Saint-Geniès, et d’Élisabeth-Selina Robinson, fille de Richard Robinson (en) et d’Héléna-Éléonore Moore.
Il épouse Marie-Gislaine-Geneviève de Villardi de Montlaur le 7 mars 1887 à Paris 8e
Il est le petit-fils du général de la Révolution et de l’Empire Jean-Marie-Noël Delisle de Falcon de Saint-Geniès, né le 25 décembre 1776 à Montauban, mort le 26 janvier 1836 à Vernou-sur-Brenne, (Indre et Loire) et de Marie-Antoinette-Isabelle Capadoce-Perreira.
Il est inhumé au cimetière de Montmartre, 22e division, avec ses parents, sur la pierre tombale il est écrit : « To the memory of Lady Helena-Eleanor Robinson (1795-1859) »

## Romans et nouvelles
- Monsieur Mars et Madame Vénus (1878) Texte en ligne
- Le Capitaine Parabère (1879) Texte en ligne
- Les Femmes des autres (1879) Texte en ligne
- La Foire aux caprices (1880)
- Feux de paille (1881) Texte en ligne
- Coups de soleil (1882) Texte en ligne
- Tambour battant ! (1883) Texte en ligne
- À la hussarde ! (1884) Texte en ligne
- À grandes guides (1885) Texte en ligne
- Coups d'épingle, études parisiennes (1886)
- Un peu ! Beaucoup ! ! Passionnément ! ! ! (1886) Texte en ligne
- Le Club des braconniers, scènes de la vie joyeuse (1887) Texte en ligne
- La Brune et la blonde (1888) Texte en ligne
- Souvent homme varie ! (1889) Texte en ligne
- Le Péché capital (1889) Texte en ligne
- La Grande Fête ! (1890) Texte en ligne
- Sans M'sieur le maire (1890) Texte en ligne
- L'être ou ne pas l'être ? (1890) Texte en ligne
- La Soirée parisienne (2 vol., 1890-1891) Texte en ligne
- Soyons gais ! (1891) Texte en ligne
- Madame Manchaballe (1892) Texte en ligne
- Services de nuit (1892) Texte en ligne
- Les Petites Manchaballe (1893) Texte en ligne
- Le Chic et le chèque (1893) Texte en ligne
- Place au théâtre ! (1894) Texte en ligne
- Histoires crânes (1895) Texte en ligne
- Histoires tendres (1895) Texte en ligne
- Les Propos de madame Manchaballe (1896) Texte en ligne
- Quand j'étais capitaine (1896) Texte en ligne
- Dix Minutes d'arrêt ! (1897)
- Graine d'étoile (1897) Texte en ligne
- Tutur et Toto (1897) Texte en ligne
- Brochette de cœurs (1898) Texte en ligne
- Cocardes et dentelles (1898) Texte en ligne
- Les Débutantes (1899) Texte en ligne
- Marcheurs et marcheuses (1899) Texte en ligne
- Les Amies de nos amis (1900) Texte en ligne
- Amours martiales (1900) Texte en ligne
- Curieuses d'amour (1901)
- La Vie folâtre (1901) Texte en ligne
- Aux bords du Tendre (1902) Texte en ligne
- Tout en rose ! (1902) Texte en ligne
- Celles qui disent oui ! (1903) Texte en ligne
- Les Petits Béguins (1903) Texte en ligne
- Ô Nature ! (1904) Texte en ligne
- L'Amour sans phrases (1904) Texte en ligne
- Gloriette (1905) Texte en ligne
- La Main aux dames (1905) Texte en ligne
- L'Automne du cœur (1907)
- L'Irrésistible Amour (1909) Texte en ligne
- Pour être du Club (1912)

## Sources
- C.-E. Curnier, Dictionnaire national des contemporains, vol. 1, [s. d.], p. 106.
- Richard O'Monroy, auteur de Tutur et Toto « La Lanterne » 15 avril 1897
- Richard O'Monroy, auteur de Les Amies de nos amis « La Chronique des livres : revue bimensuelle de bibliographie et d'histoire littéraire » juin 1900
- Mort de Richard O'Monroy « Bulletin de l'Association des journalistes parisiens » 1917
- Mort de Richard O'Monroy « Le Cri de Paris / dir. P. Dollfus » 4 juin 1916
- Mort d'Adolphe-Émile, vicomte de Saint-Geniès, père de Richard O'Monroy « Le Gaulois » 30 mai 1889
- Obsèques d’Élisabeth-Selina Robinson, mère de Richard O'Monroy  « Le Gaulois » 13 juin 1891